# Trichomanes lucens
Trichomanes lucens är en hinnbräkenväxtart som beskrevs av Olof Peter Swartz. Trichomanes lucens ingår i släktet Trichomanes och familjen Hymenophyllaceae. Inga underarter finns listade.